# 星川駅 (神奈川県)
星川駅（ほしかわえき）は、神奈川県横浜市保土ケ谷区星川一丁目にある、相模鉄道相鉄本線の駅である。駅番号はSO05。副駅名は「FB古河電池 本社前」。
星川管区として、西横浜駅 - 和田町駅間を管理している。

## 歴史

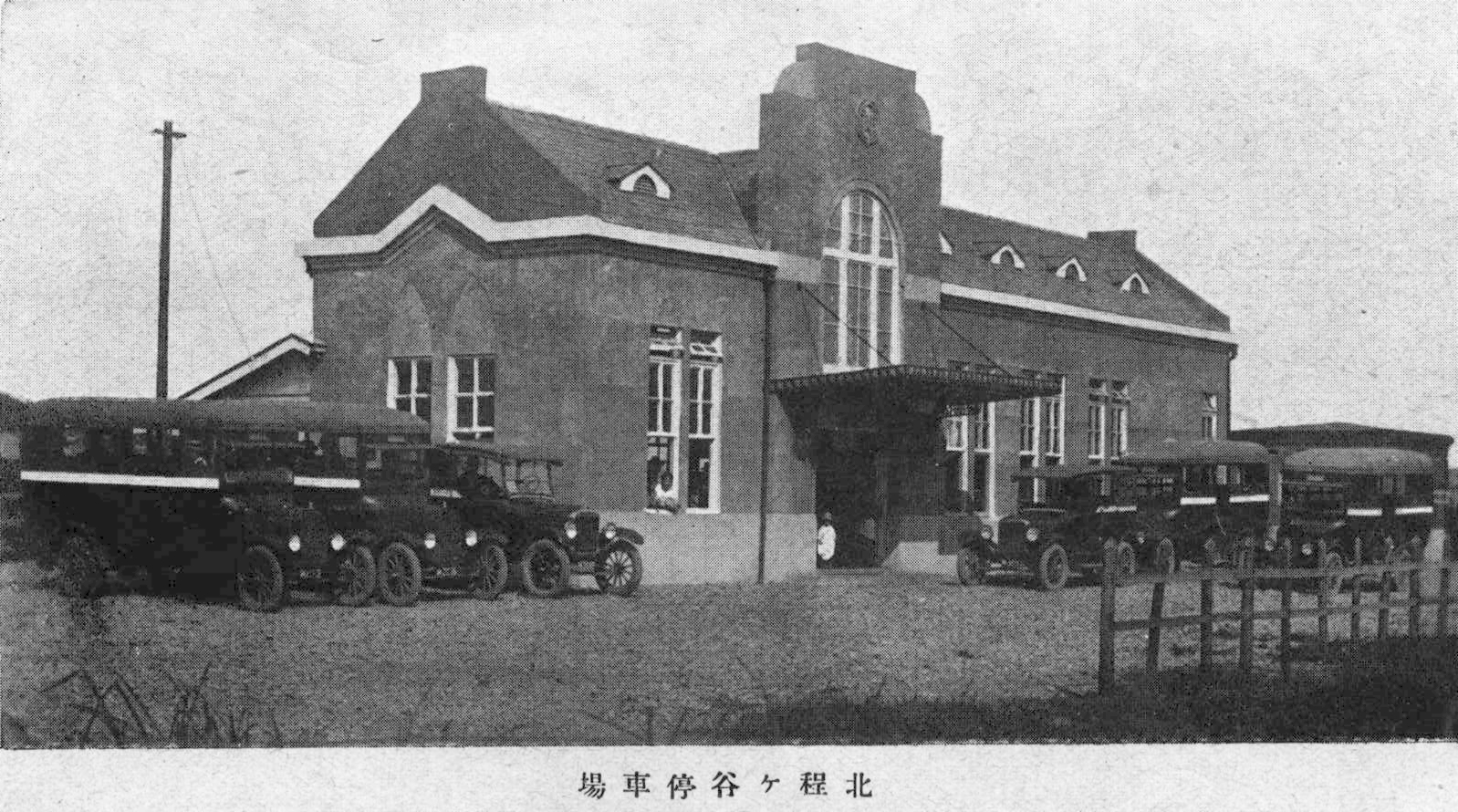
神中鉄道北程ヶ谷駅（1927年頃）

- 1927年（昭和2年）5月31日：神中鉄道（相模鉄道の前身）の北程ヶ谷駅として開業。当時は横浜側の終点であり、当駅と厚木駅を結んでいた。
- 1933年（昭和8年）4月1日：星川駅に改称。
- 1969年（昭和44年）4月23日：橋上駅舎完成[2]。
- 1971年（昭和46年）12月15日：駅南側に隣接していた星川工場の機能をかしわ台に移転。跡地は電留線と星川車掌区になる。
- 1993年（平成5年）2月14日：西横浜駅付近の戦時中の不発弾処理に伴い、当駅 - 横浜駅間が運休となり、この日に限り急行が当駅に臨時停車。
- 1999年（平成11年）2月27日：快速の運転が開始され、当駅が停車駅となる[3]。
- 2003年（平成15年）8月23日：この日のダイヤ改正より駅構内の一部電留線を使用停止。撤去を開始。
- 2006年（平成18年）5月20日：この日のダイヤ改正より駅構内のすべての電留線を一旦使用停止。西横浜駅へ機能を移管。
- 2007年（平成19年）11月3日：高架化工事によるこの日のダイヤ改正より上りホームが仮ホームになり、拡幅される。当初は3番線ホームの線路際は屋根が設置されていなかった。
- 2017年（平成29年）3月5日：下りホームが高架化[4][5]。
- 2018年（平成30年）11月24日：上りホームが高架化[5]。
- 2020年（令和2年）6月21日：駅構内設備を変更し、改札が1つに集約される[6]。
- 2021年（令和3年）3月27日：1階南北自由通路及び改札外の階段、エスカレーター、エレベーターの使用を開始[7]。
- 2022年（令和4年）3月12日：同日のダイヤ改正により、高架上に設置され復活した電留線の使用を開始。ただし東急電鉄直通による車両所有数増加により、西横浜駅電留線も継続使用。
- 2023年（令和5年）
  - 2月2日：東口通路の使用を開始[8]。高架下を利用した施設「星天qlay」第1期オープン[9]。
  - 4月1日：副駅名称「FB古河電池 本社前」を導入[10]。
  - 9月3日：2・3番線でホームドアの使用を開始[11]。
  - 9月24日：1・4番線でホームドアの使用を開始[11]。

### 駅名の由来
「星川」および旧駅名の「北程ヶ谷」は、ともに駅所在地の地名に由来する（星川の地名の由来については「星川 (横浜市)#町名の由来」を参照）。

## 駅構造
島式ホーム2面4線を有する高架駅。本線のダイヤ上の中心駅の一つであり、当駅で各停は快速の接続待ちをすることが多い。内側2線（2・3番線）が本線、外側2線（1・4番線）が待避線である。
天王町方・和田町方の双方に両渡り線が設置されており、また天王町方には計3本（下り線側1本・上り線側2本）の留置線が設けられている。日中時間帯には留置線に東急電鉄所属車両が停泊するほか、深夜には留置線およびホーム上での自社車両の夜間停泊も行われる。定期ダイヤでの当駅折り返し列車の設定はないが、異常時は相鉄新横浜線方面の列車を当駅で折り返すことも想定されている。
2020年6月21日の構内設備変更により、改札機能が従来の2つから1つに統合された。また、下りホームのエレベーターの移設、両ホームへの階段を新設、トイレが改札外から改札内に変更された。

### のりば
| 番線 | 路線     | 方向 | 行先                                             |
| ---- | -------- | ---- | ------------------------------------------------ |
| 1・2 | 相鉄本線 | 下り | 海老名・湘南台・羽沢横浜国大（西谷乗り換え）方面 |
| 3・4 | 相鉄本線 | 上り | 横浜方面                                         |

- 通過列車と快速は全列車、下りは2番線、上りは3番線を使用する。各停は待避のない列車は2・3番線、待避・接続待ちがある列車は1・4番線の発着となる。本線は2・3番線、待避線は1・4番線である。

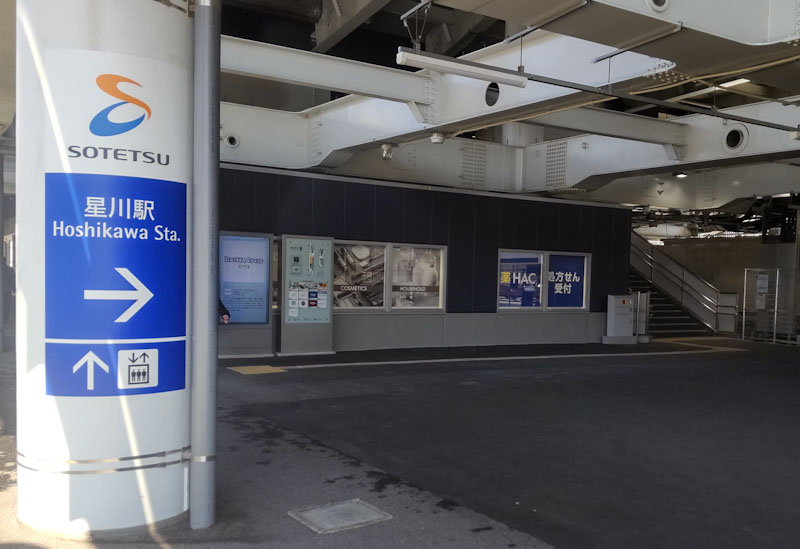
東口（2023年2月）
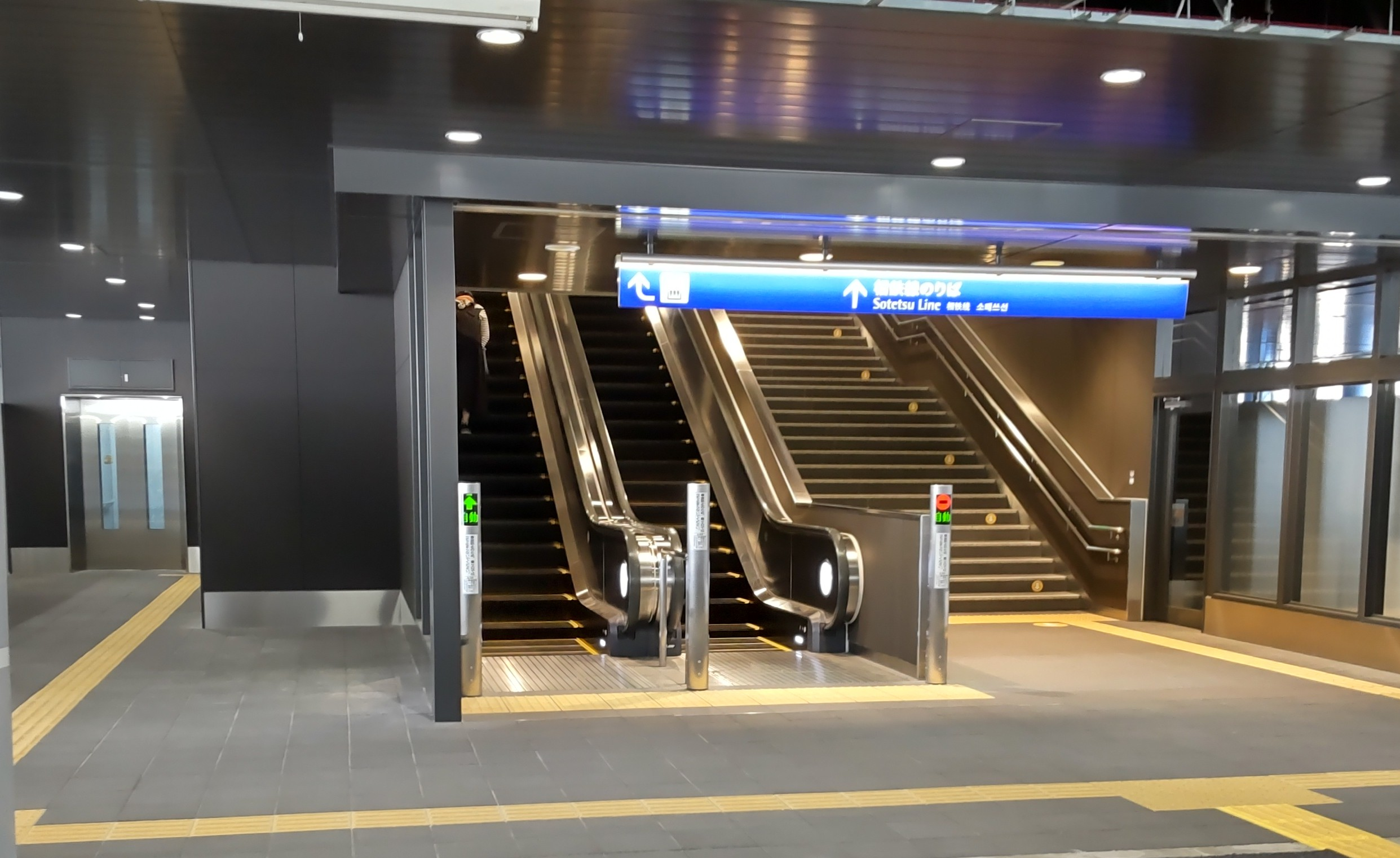
1階南北自由通路から（2021年5月）
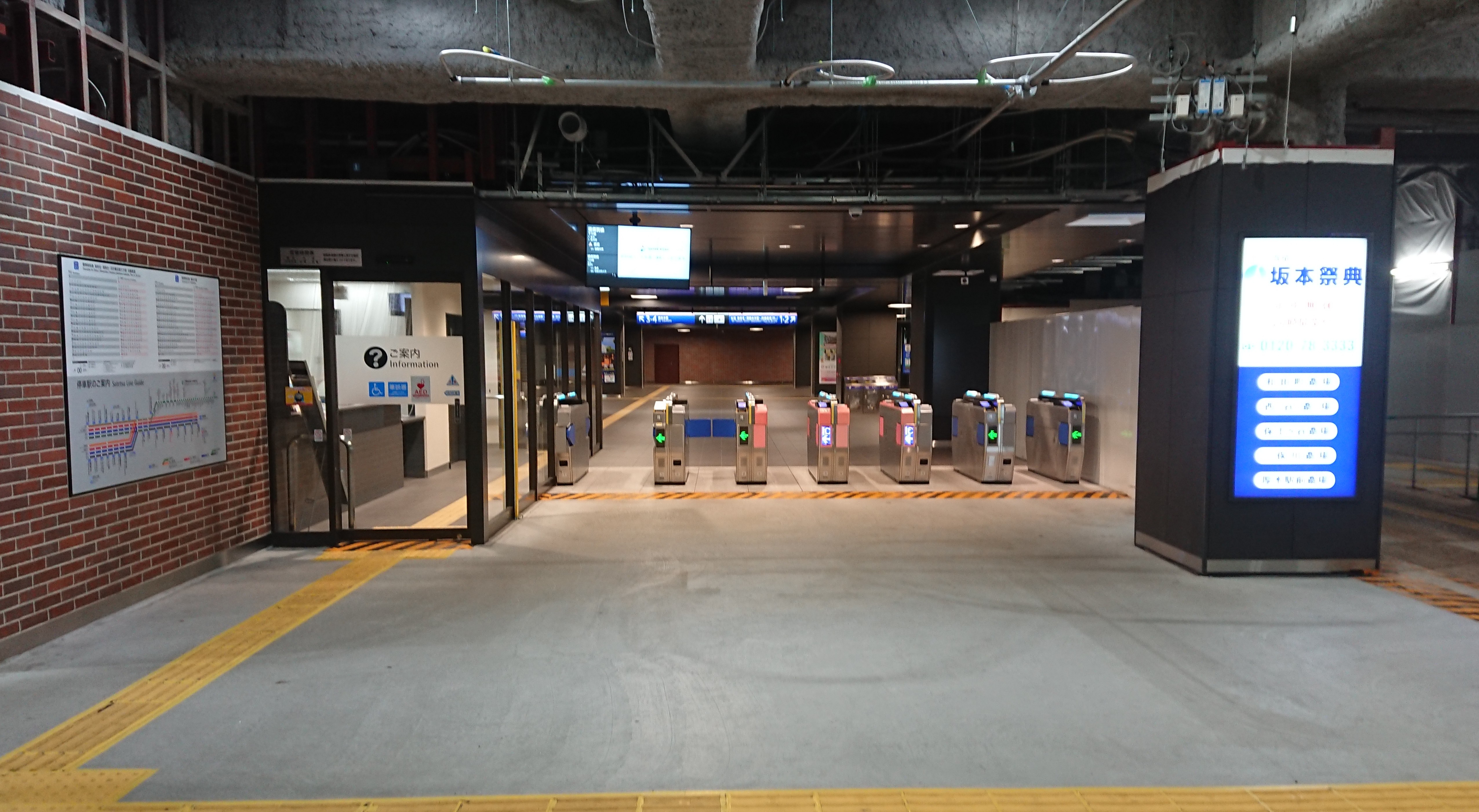
2階改札口（2020年9月）
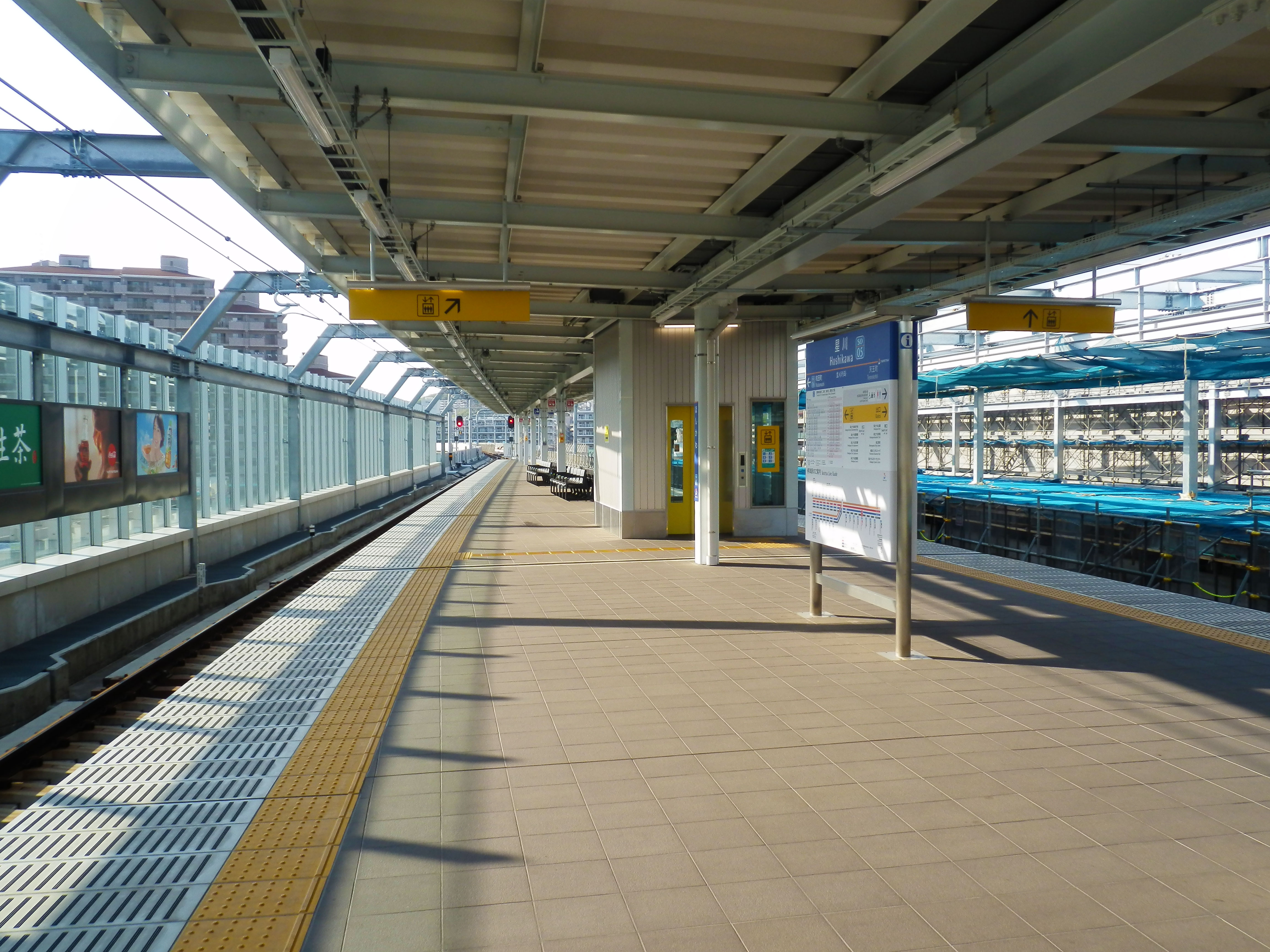
下り高架ホーム（2017年4月）
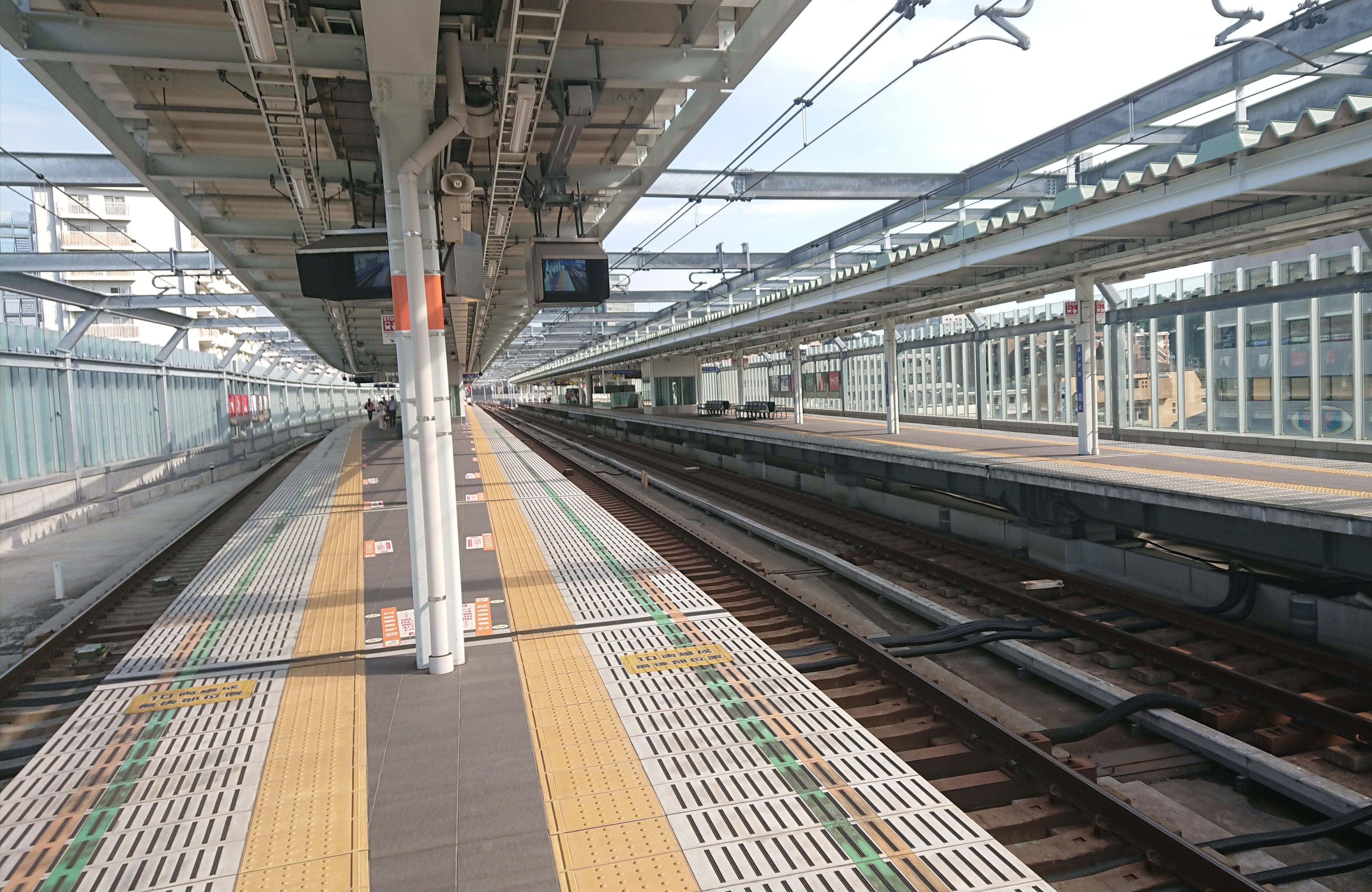
上り高架ホーム（2020年8月）

## 利用状況
2024年度の1日平均乗降人員は30,148人である。相鉄線全27駅中第12位。特急・通勤特急・通勤急行通過駅ではあるが、全列車停車駅の西谷駅よりも利用者数が多い。
近年の1日平均乗降・乗車人員推移は下記の通り。
| 年度               | 1日平均 乗降人員 | 1日平均 乗車人員 | 出典     |
| ------------------ | ---------------- | ---------------- | -------- |
| 1980年（昭和55年） |                  | 11,633           | [ # 1 ]  |
| 1981年（昭和56年） |                  | 11,841           | [ # 1 ]  |
| 1982年（昭和57年） |                  | 11,773           | [ # 1 ]  |
| 1983年（昭和58年） |                  | 11,754           | [ # 1 ]  |
| 1984年（昭和59年） |                  | 11,893           | [ # 1 ]  |
| 1985年（昭和60年） |                  | 12,227           | [ # 1 ]  |
| 1986年（昭和61年） |                  | 12,159           | [ # 1 ]  |
| 1987年（昭和62年） |                  | 11,967           | [ # 1 ]  |
| 1988年（昭和63年） |                  | 12,148           | [ # 1 ]  |
| 1989年（平成元年） |                  | 12,405           | [ # 1 ]  |
| 1990年（平成02年） |                  | 12,690           | [ # 1 ]  |
| 1991年（平成03年） |                  | 12,678           | [ # 1 ]  |
| 1992年（平成04年） |                  | 12,721           | [ # 1 ]  |
| 1993年（平成05年） |                  | 12,789           | [ # 1 ]  |
| 1994年（平成06年） |                  | 12,671           | [ # 1 ]  |
| 1995年（平成07年） |                  | 12,273           | [ # 1 ]  |
| 1996年（平成08年） |                  | 11,693           | [ # 1 ]  |
| 1997年（平成09年） |                  | 11,351           | [ # 1 ]  |
| 1998年（平成10年） |                  | 11,295           | [ # 1 ]  |
| 1999年（平成11年） | 22,109           | 11,423           | [ * 1 ]  |
| 2000年（平成12年） | 22,601           | 11,708           | [ * 1 ]  |
| 2001年（平成13年） | 23,197           | 11,996           | [ * 2 ]  |
| 2002年（平成14年） | 23,264           | 12,012           | [ * 3 ]  |
| 2003年（平成15年） | 24,162           | 12,558           | [ * 4 ]  |
| 2004年（平成16年） | 23,992           | 12,410           | [ * 5 ]  |
| 2005年（平成17年） | 24,605           | 12,696           | [ * 6 ]  |
| 2006年（平成18年） | 25,215           | 12,994           | [ * 7 ]  |
| 2007年（平成19年） | 26,280           | 13,466           | [ * 8 ]  |
| 2008年（平成20年） | 26,730           | 13,687           | [ * 9 ]  |
| 2009年（平成21年） | 26,816           | 13,724           | [ * 10 ] |
| 2010年（平成22年） | 27,506           | 14,055           | [ * 11 ] |
| 2011年（平成23年） | 27,209           | 13,902           | [ * 12 ] |
| 2012年（平成24年） | 27,669           | 14,125           | [ * 13 ] |
| 2013年（平成25年） | 28,658           | 14,633           | [ * 14 ] |
| 2014年（平成26年） | 28,938           | 14,722           | [ * 15 ] |
| 2015年（平成27年） | 29,366           | 14,931           | [ * 16 ] |
| 2016年（平成28年） | 29,634           | 15,056           | [ * 17 ] |
| 2017年（平成29年） | 29,444           | 14,934           | [ * 18 ] |
| 2018年（平成30年） | 28,829           | 14,618           | [ * 19 ] |
| 2019年（令和元年） | 28,302           | 14,361           | [ * 20 ] |
| 2020年（令和02年） | 22,611           | 11,445           | [ * 21 ] |
| 2021年（令和03年） | 24,031           | 12,166           | [ * 22 ] |
| 2022年（令和04年） | 26,934           | 13,567           | [ * 23 ] |
| 2023年（令和05年） | 29,506           |                  |          |
| 2024年（令和06年） | 30,148           |                  |          |

## 駅周辺
駅北側は保土ケ谷区の行政中心地であり、区の主要な官公庁が集中している。
かつての星川駅周辺には数多くの工場が存在したが、それらの撤退とともに大規模な再開発がなされた。駅の北側にあった富士紡績の工場跡地は官公庁街となり、保土ケ谷区役所や保土ケ谷警察署などが移転してきた。また、駅前南側にあった古河電池の横浜本社工場跡地は星川SFビル（1989年8月竣工、5〜7階に同社の本社機能が入居、4階までのテナント部分は相鉄ビルマネジメントが管理するクイント星川）とマンションになった。さらに保土ケ谷清掃工場跡地には保土ケ谷図書館などの公共施設が設置された。駅の南東側にあった日本硝子の製瓶工場跡地は横浜ビジネスパークとなり、野村総合研究所などの事業所が入居している。
連続立体交差事業の着手と同時に進めてきた星川駅駅前広場と星川停車場線等の関連道路が2022年3月31日に供用を開始した。

### 北口
- 横浜市保土ケ谷区役所
- 神奈川県保土ケ谷警察署
- 横浜市消防局
- 保土ヶ谷郵便局
  - ゆうちょ銀行 保土ヶ谷店
- 横浜市保土ケ谷図書館
- 横浜市保土ケ谷公会堂
- NTT東日本神奈川支店
- ダイゴプラザ（ショッピングセンター）
  - ドトール、バーミヤン、クリニック、横浜銀行ATM 他
- イオン天王町ショッピングセンター
- ホームセンターコーナン 保土ヶ谷星川店
  - ケーズデンキ 星川パワフル館
- 横浜市立帷子小学校
- 横浜市立峯小学校
- 横浜市営バス保土ケ谷営業所
- 中央労働金庫星川支店

### 南口
- 星川SFビル
  - 古河電池本社
  - クイント星川
    - クリニックセンター
- 横浜ビジネスパーク
  - ソニー横浜リサーチセンター
  - 野村総合研究所横浜総合センター
  - メガロス横濱店
- 神明社
- いなげや横浜星川駅前店
- 神奈川県立保土ケ谷公園
  - 神奈川県立保土ケ谷公園硬式野球場
  - かながわアートホール
- 横浜市保土ケ谷消防署
- 横浜市保土ケ谷スポーツセンター
- 星川杉山神社
- 横浜星川郵便局

## バス路線
最寄りの停留所は南口駅前広場にある「星川駅」と駅南側の市道星川岩間線沿いにある「星川駅入口」で、以下の路線が横浜市交通局（市営）、相鉄バスにより運行されている。
また、北口から市道鶴ヶ峰天王町線を東へ500メートル進んだ先にある、横浜市営バス保土ケ谷営業所の「保土ケ谷車庫前」は、JR根岸線方面、保土ケ谷駅東口方面などの路線の始発となっている。

### 星川駅（駅前広場）
| 乗場 | 系統   | 主要経由地                     | 行先           | 運行事業者 | 備考           |
| ---- | ------ | ------------------------------ | -------------- | ---------- | -------------- |
| 1    | 浜16   | 和田町駅・市沢町               | 鶴ヶ峰駅南口   | ■相鉄      | 平日のみ       |
| 1    | 浜16   | 和田町駅・市沢町               | 西原住宅       | ■相鉄      |                |
| 1    | 浜19   | 和田町駅・市沢町               | 新桜ケ丘団地   | ■相鉄      |                |
| 2    | 33 220 | 大門通／仏向町団地・ケアプラザ | 保土ケ谷駅西口 | ■市営      |                |
| 2    | 125    | 保土ケ谷球場前                 | 保土ケ谷駅西口 | ■市営      |                |
| 2    | 22     | 仏向町団地                     | 保土ケ谷駅西口 | ■市営      |                |
| 2    | 125    | 【循環内回り】保土ケ谷球場前   | 星川駅         | ■市営      | 平日朝に限る   |
| 2    | 127    | 【循環外回り】大門通           | 星川駅         | ■市営      | 夕方以降に限る |
| 2    | 33 220 | ケアプラザ・仏向町団地         | 星川駅         | ■市営      |                |
| 2    | 22 127 |                                | 保土ヶ谷車庫前 | ■市営      |                |
| 2    | 浜45   | 栗の沢・富士見橋・新桜ヶ丘東   | 美立橋         | ■相鉄      |                |
| 2    | 旭5    | 岩崎町・法泉町                 | 美立橋         | ■相鉄      | 平日日中のみ   |
| 2    | 浜45   | 神明社前・大門通               | 保土ケ谷駅西口 | ■相鉄      |                |
| 2    | 浜16   | 大門通・洪福寺                 | 横浜駅西口     | ■相鉄      |                |

### 星川駅入口（市道星川岩間線 大門通方向）
| 系統 | 主要経由地     | 行先       | 運行事業者 | 備考 |
| ---- | -------------- | ---------- | ---------- | ---- |
| 25   | 大門通・洪福寺 | 横浜駅西口 | ■市営      |      |

### 星川駅入口（市道星川岩間線 星川小方向）
| 系統 | 主要経由地 | 行先           | 運行事業者 | 備考 |
| ---- | ---------- | -------------- | ---------- | ---- |
| 25   | 花見台     | 保土ケ谷駅西口 | ■市営      |      |

### 保土ケ谷車庫前（市交通局保土ケ谷営業所）
| 乗場 | 系統 | 主要経由地                                   | 行先               | 運行事業者 | 備考                         |
| ---- | ---- | -------------------------------------------- | ------------------ | ---------- | ---------------------------- |
| 2    | 32   | 保土ケ谷駅東口・久保山霊堂前                 | 日本大通り駅県庁前 | ■市営      | 終便のみ久保山霊堂前止まり   |
| 2    | 53   | 保土ケ谷駅東口・北永田・山王下・児童遊園地前 | 平和台折返場       | ■市営      |                              |
| 2    | 101  | 岡野町・桜木町駅前・地下鉄関内駅・和田山口   | 根岸駅前           | ■市営      |                              |
| 2    | 207  | 峯小学校前・岡野町                           | 横浜駅西口         | ■市営      |                              |
| 2    | 212  | 保土ケ谷駅東口・山王下・瀬戸ヶ谷小学校       | 保土ケ谷駅東口     | ■市営      | 一部、保土ケ谷車庫前まで循環 |
| 5    | 22   | 仏向町団地                                   | 保土ケ谷駅西口     | ■市営      | 日中のみ                     |
| 5    | 125  | 保土ケ谷球場前                               | 保土ケ谷駅西口     | ■市営      |                              |

### ギャラリー

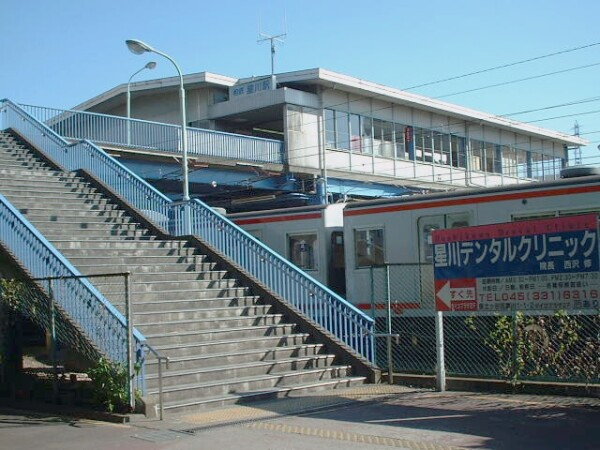
高架工事前の北口（2001年7月）
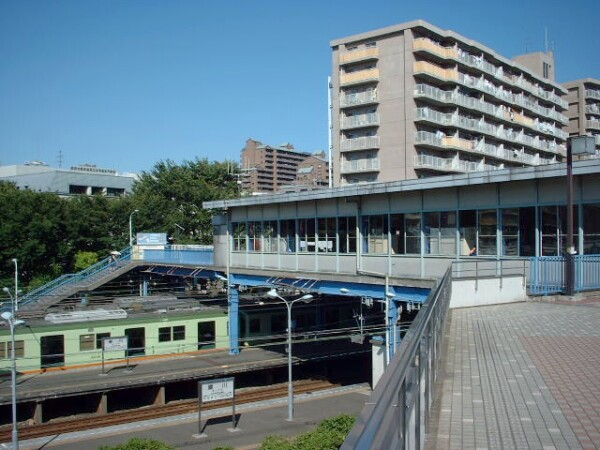
高架工事前の南口（2001年7月）
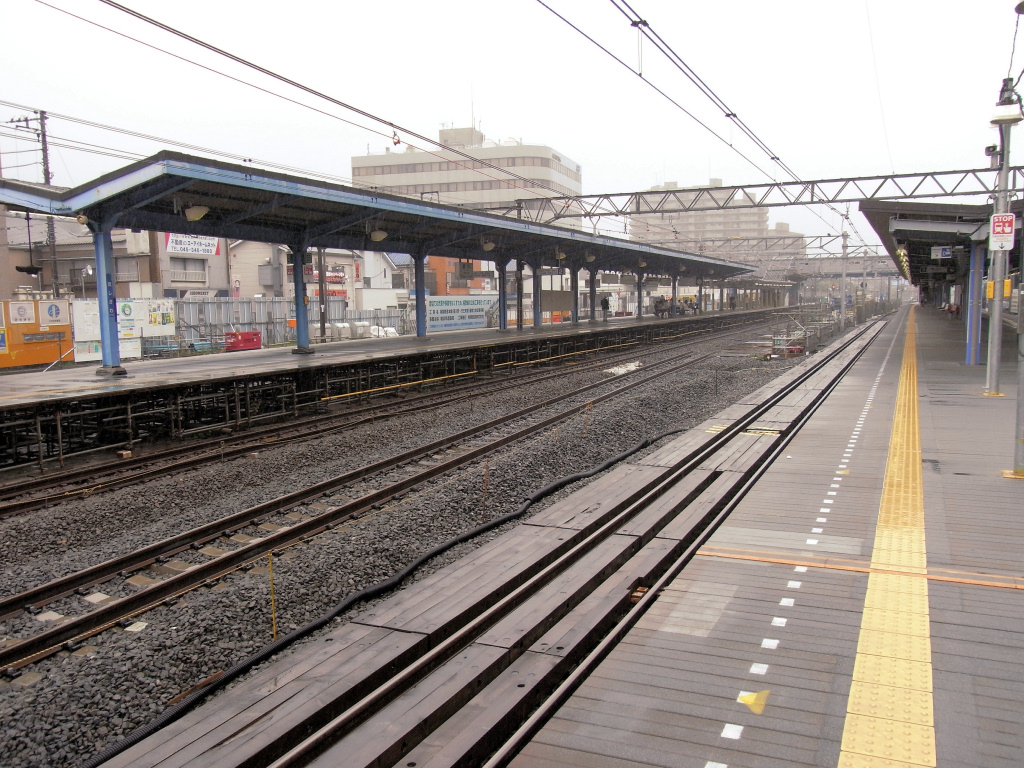
上り仮ホームより和田町方面を望む（2009年6月）
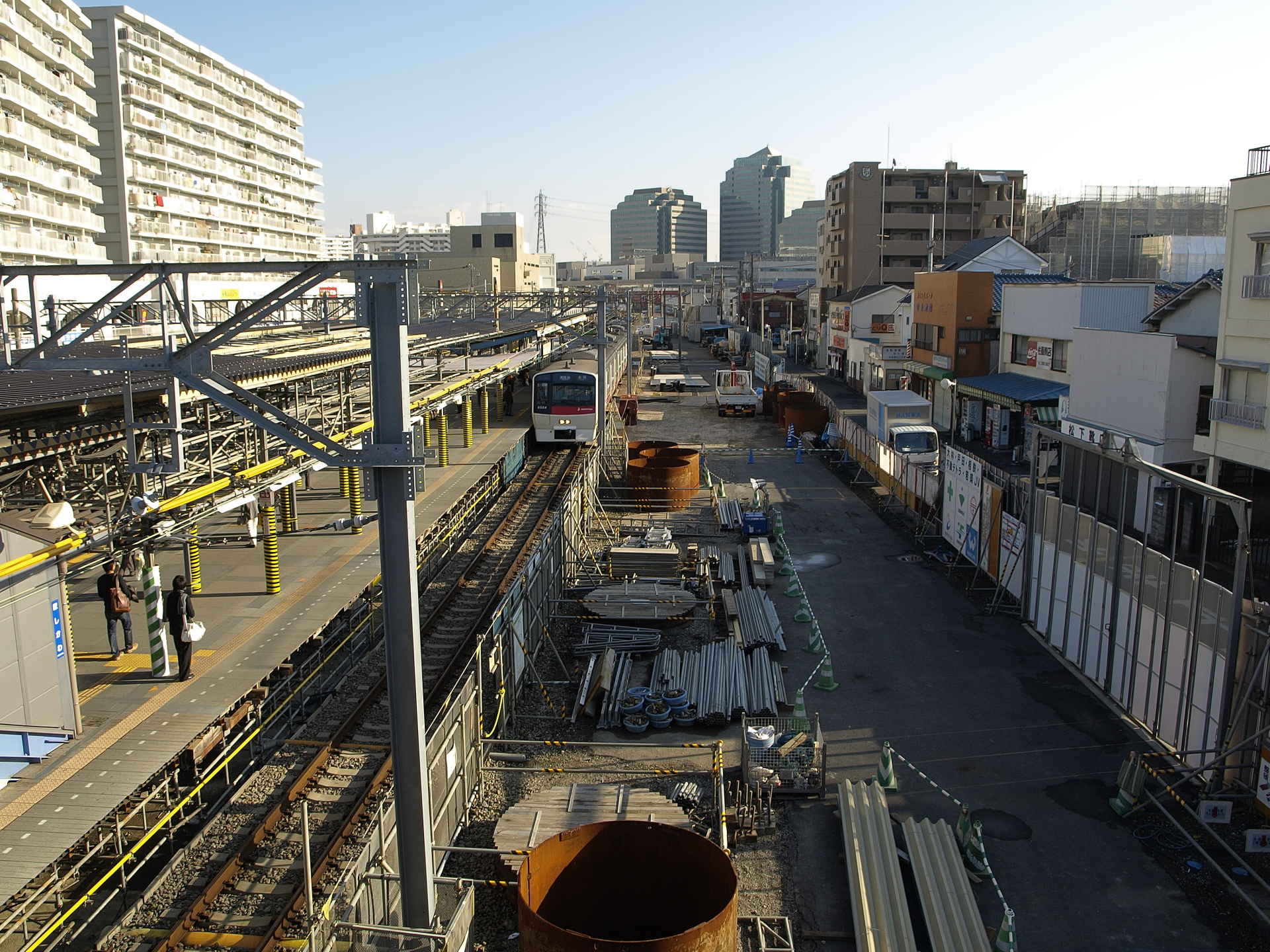
仮駅舎より天王町方面を望む（2009年11月）
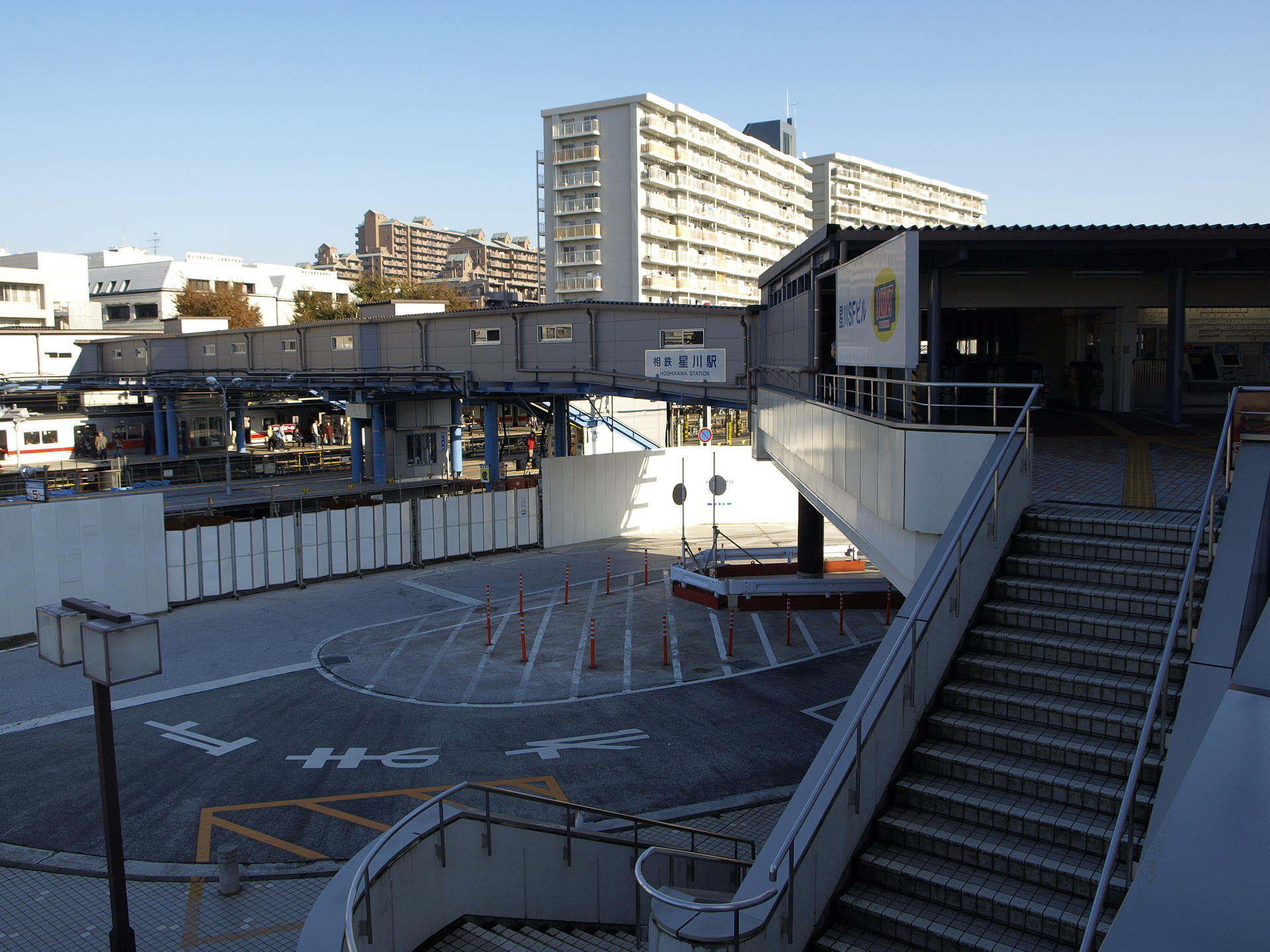
仮駅舎南口（2009年11月）
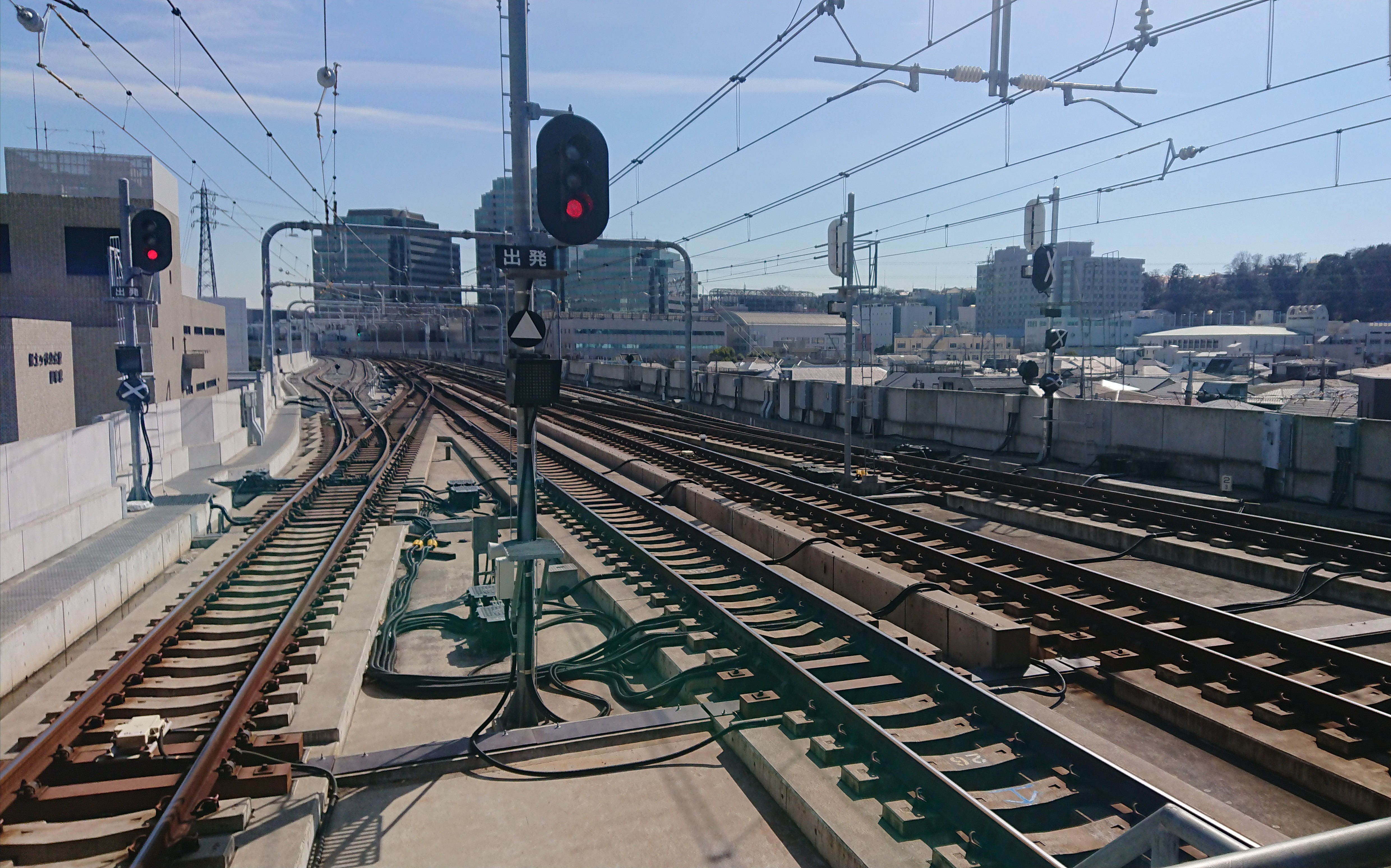
天王町側の電留線（2021年2月）

## 隣の駅
相模鉄道
 相鉄本線
■特急・■通勤急行（平日上りのみ運転）
通過
■快速
横浜駅 (SO01) - 星川駅 (SO05) - 西谷駅 (SO08)
■各駅停車
天王町駅 (SO04) - 星川駅 (SO05) - 和田町駅 (SO06)